# ابریکاتس
ابریکاتس (به لاتین: Abricots) در هائیتی است که در Jérémie Arrondissement واقع شده‌است.

## خصوصیات
ابریکاتس ۱۰۷٫۰ کیلومترمربع مساحت و ۲۴٬۵۵۵ نفر جمعیت دارد و ۲۲۰ متر بالاتر از سطح دریا واقع شده‌است.